# تريفور مريديث
تريفور مريديث (بالإنجليزية: Trevor Meredith)‏ (25 ديسمبر 1936 في المملكة المتحدة - ) هو لاعب كرة قدم بريطاني في مركز جناح. لعب مع شروزبري تاون ونادي بيرنلي ونادي كيدرمينستر هاريرز لكرة القدم.

## وصلات خارجية
- تريفور مريديث على موقع قاعدة بيانات كرة القدم.إي يو (الإنجليزية)